# Петров, Иван Фёдорович (полковник)
Иван Фёдорович Петров (1886 — 1978) — капитан Туркестанской конно-горной батареи, герой Первой мировой войны. Участник Белого движения, полковник Генерального штаба.

## Биография
Сын отставного надворного советника. Уроженец Сыр-Дарьинской области.
Окончил 2-й Оренбургский кадетский корпус (1903) и Михайловское артиллерийское училище (1906), откуда выпущен был подпоручиком во 2-й конно-горный артиллерийский дивизион. 29 декабря 1907 года переведен в Туркестанскую конно-горную батарею. Произведен в поручики 29 августа 1908 года, в штабс-капитаны — 31 августа 1912 года.
В 1913 году поступил в Николаевскую военную академию. С началом Первой мировой войны был откомандирован в свою часть. Пожалован Георгиевским оружием
За то, что в бою 16 января 1915 года у д. Липье, командуя отдельным взводом в составе авангарда и находясь на передовом наблюдательном пункте под сильным ружейным и артиллерийским огнем, привлек на себя огонь артиллерии противника, чем дал возможность батареям главных сил развернуться и, пользуясь данными и корректурой штабс-капитана Петрова, нанести противнику решительное поражение.
12 января 1917 года произведен в капитаны, а 14 сентября того же года переведен в Генеральный штаб с назначением старшим адъютантом штаба 7-й кавалерийской дивизии.
В Гражданскую войну участвовал в Белом движении в составе Добровольческой армии и Вооруженных сил Юга России. В сентябре—октябре 1918 года был начальником штаба 1-й конной дивизии. С 28 апреля 1919 года назначен начальником штаба 1-й Терской казачьей дивизии. В марте 1920 года — командир 1-го Линейного полка Кубанского казачьего войска, полковник.
В эмиграции в Греции. В 1921 году находился на излечении в русской больнице в Пирее. Затем работал топографом, был начальником отдела русских скаутов в Греции. Скончался в 1978 году в Салониках. Похоронен на русском участке муниципального кладбища Каламарья. Был женат на Елене Николаевне Меланиди.

## Награды
- Орден Святого Станислава 3-й ст. (1912)
- Орден Святой Анны 4-й ст. с надписью «за храбрость» (ВП 25.04.1915)
- Орден Святого Станислава 2-й ст. с мечами (ВП 21.05.1915)
- Орден Святой Анны 2-й ст. с мечами (ВП 30.06.1915)
- Орден Святого Владимира 4-й ст. с мечами и бантом (ВП 30.06.1915)
- Орден Святой Анны 3-й ст. с мечами и бантом (ВП 10.07.1915)
- Георгиевское оружие (ВП 3.01.1917)